# Coryanthes leucocorys
Coryanthes leucocorys é uma espécie botânica, originária do Equador e Peru, pertencente à família das orquídeas (Orchidaceae).